# Jimmy Nelson
James Philip Nelson (ur. 1967) – brytyjski fotoreporter i fotograf. Specjalizuje się w dokumentowaniu życia plemion i ludów tubylczych.

## Publikacje
- Literary Portraits of China (1995), ISBN 962-217-405-1.
- Before They Pass Away (2009), teNeues, ISBN 978-3-8327-3318-6.